# Chhatri

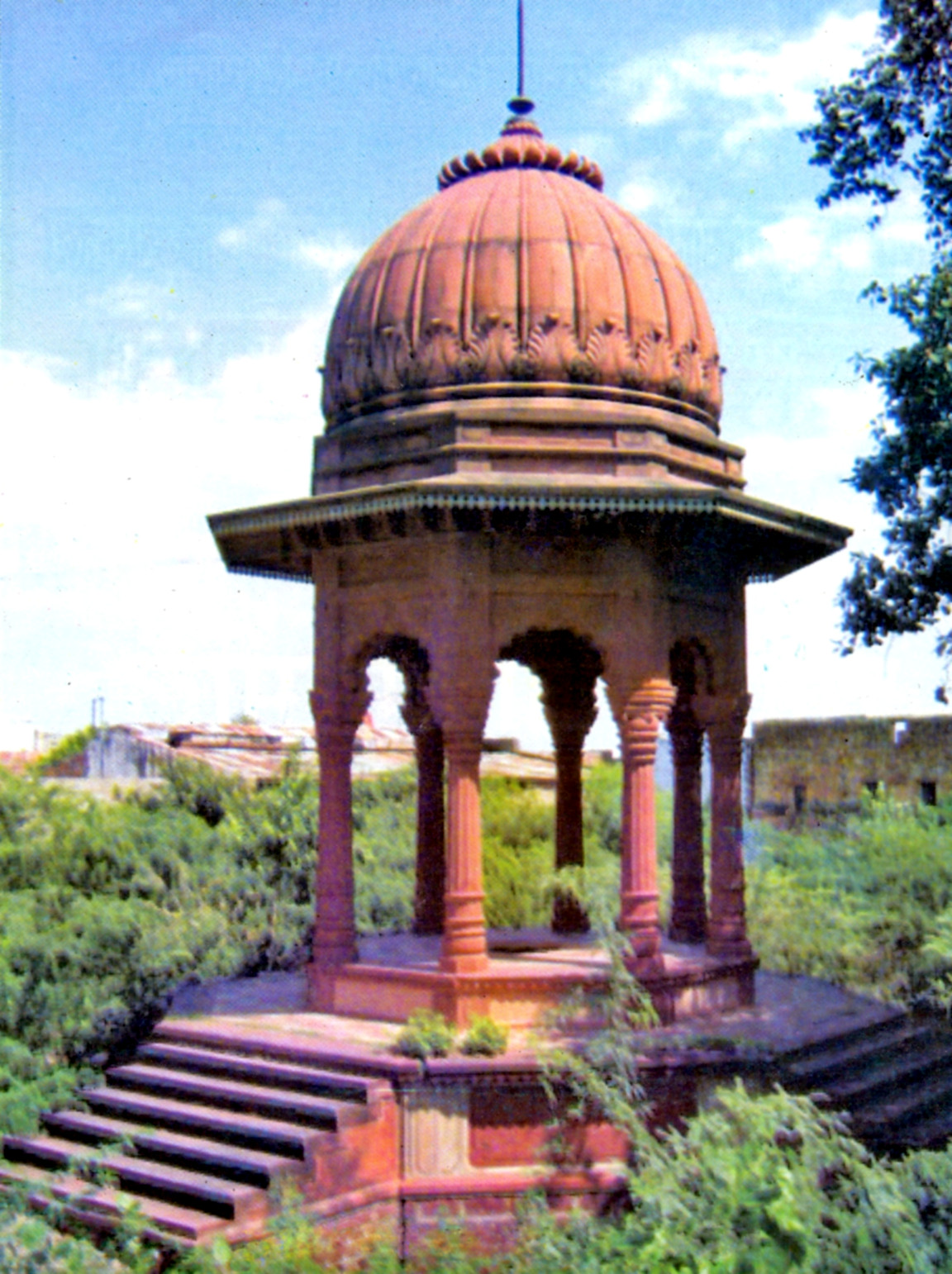
Chhatri memorial del marajá Rana Udaybhanu Singh en Dholpur

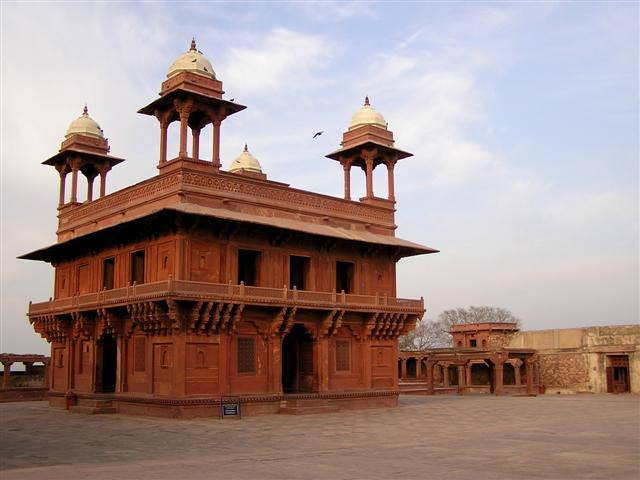
Chhatris dispuestos en las esquinas de la cubierta del Diwan-i-Khas ('sala de audiencia') del complejo palacial de Fatehpur Sikri.

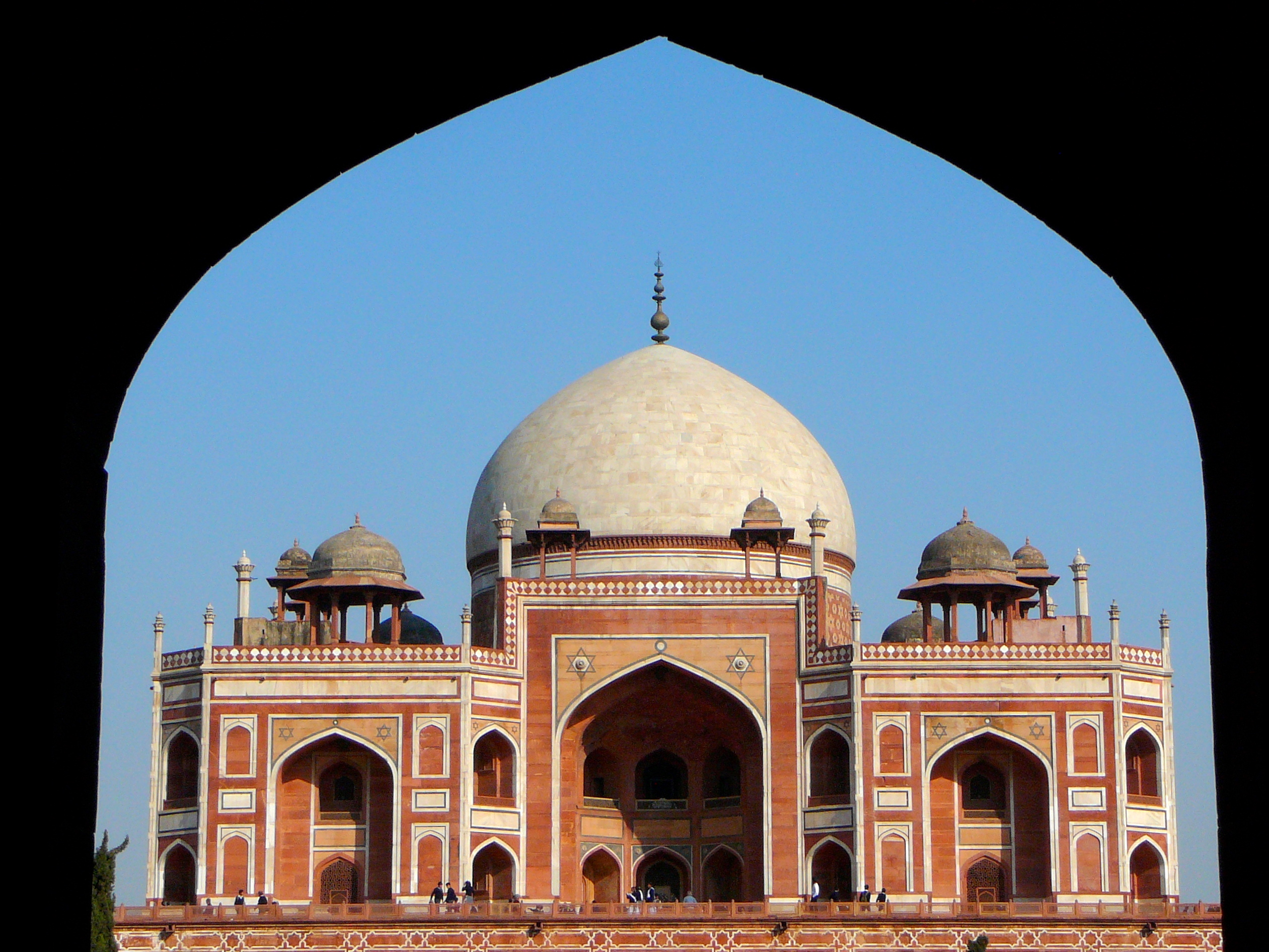
La tumba de Humayun y sus chhatris

Un chhatri,  en arquitectura, es  un elemento en forma de pabellón elevado rematado con cúpula muy utilizado en la arquitectura de la India. La palabra chhatri (en hindi: छतरी) significa  'dosel' o 'sombrilla' y es de uso común, sin traducir, en publicaciones especializadas en arte y arquitectura orientales (a veces aparece incorrectamente con una única h, «chatri»).  En el contexto de la arquitectura se utiliza para referirse a dos cosas diferentes:
- el significado usual y más ampliamente entendido es el de un monumento conmemorativoo memorial, por lo general muy recargado, construido sobre el lugar donde se realizó el funeral (cremación) de un hombre importante. Tales monumentos conmemorativos por lo general consisten en una plataforma ceñida por un conjunto de pilares adornados, que sostienen un dosel de piedra.
- también se utiliza para referirse a los pequeños pabellones que marcan las esquinas de las cubiertas de la entrada de un edificio principal. Estos pabellones son puramente decorativos y no tienen ninguna utilidad, sino que son una folie clásica que anuncian el estatus y la riqueza del propietario.

Los chhatris se utilizan comúnmente para representar elementos de orgullo y honor en la arquitectura jat, maratha y rajput. Fueron muy utilizados en palacios y fuertes, o para delimitar sitios funerarios. Originarios de la arquitectura de Rajastán, donde se levantaban como monumentos a los reyes y la nobleza, fueron posteriormente adaptados como una característica típica en todos los edificios en los estados gobernados por los Maratha, en Rajastán, y lo más importante, en la arquitectura mogol. Todavía se ven hoy en día en sus mejores monumentos, como en la tumba de Humayun, en Delhi, o en el Taj Mahal, en Agra.

Chhatris ornamentales
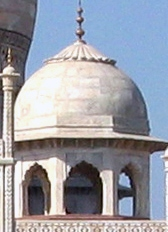
'Chhatri de esquina del Taj Mahal
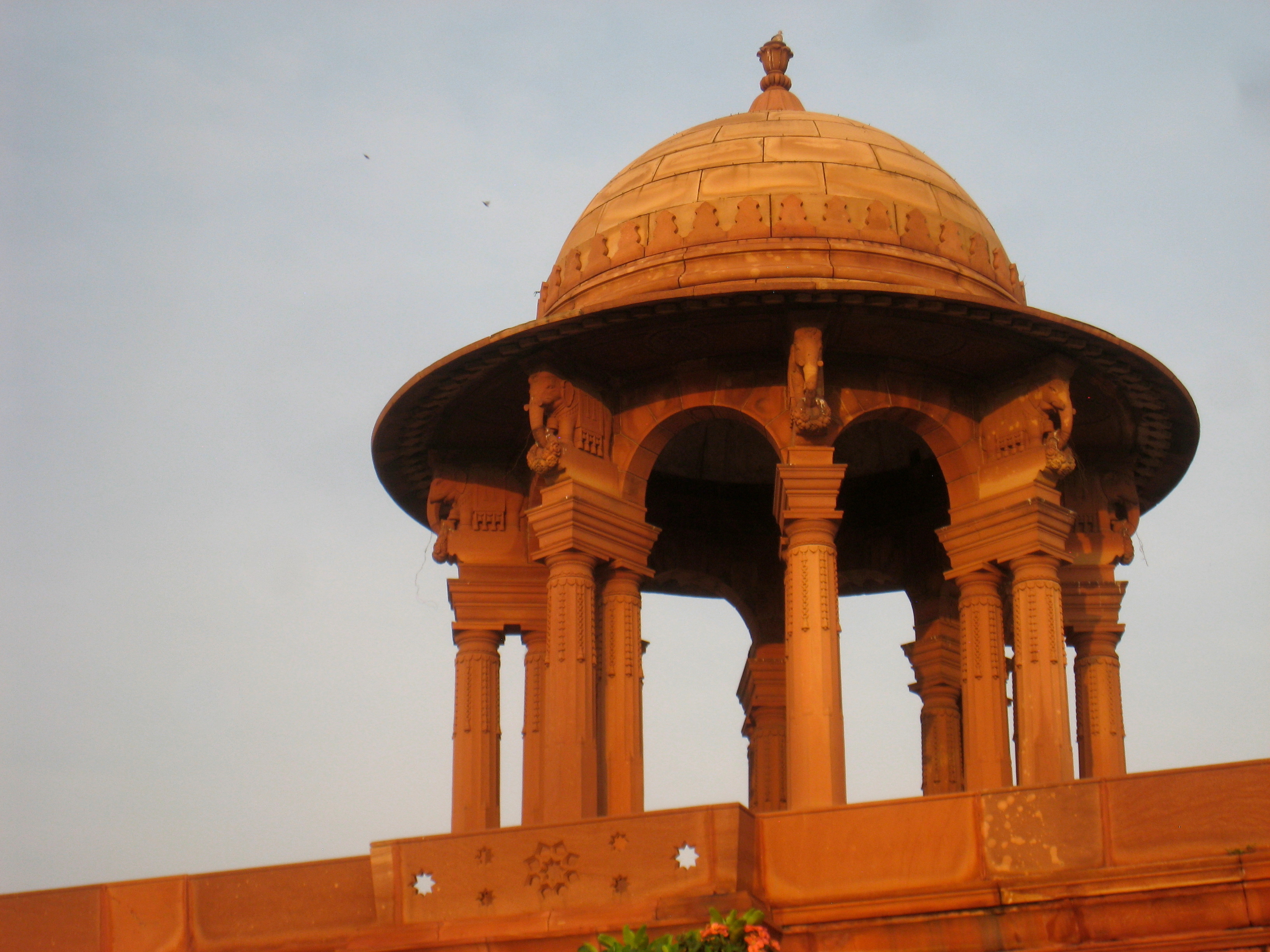
Chhatri del palacio de gobierno de New-Delhi
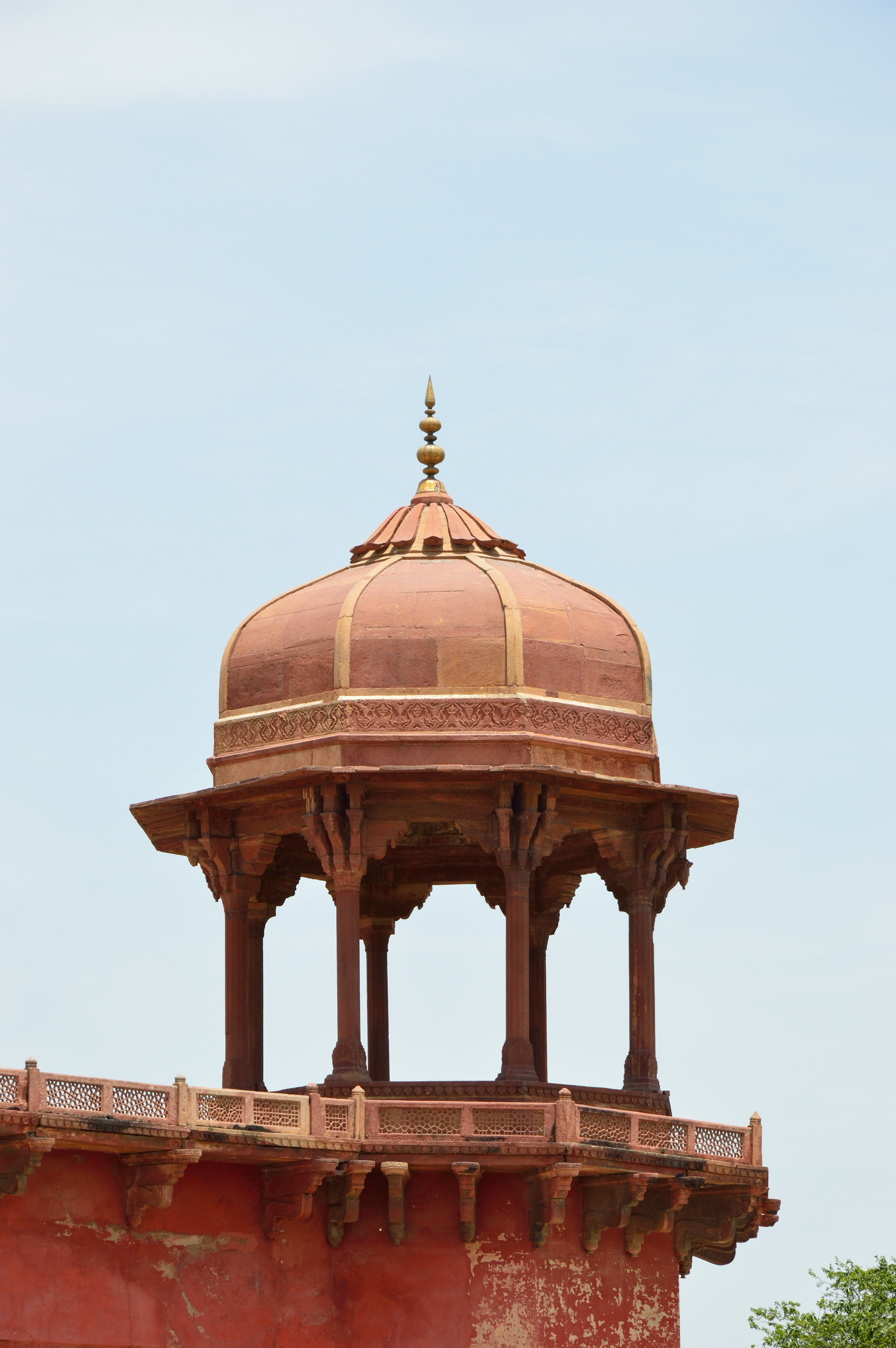
Chhatri de la tumba de Akbar, cerca de Agra
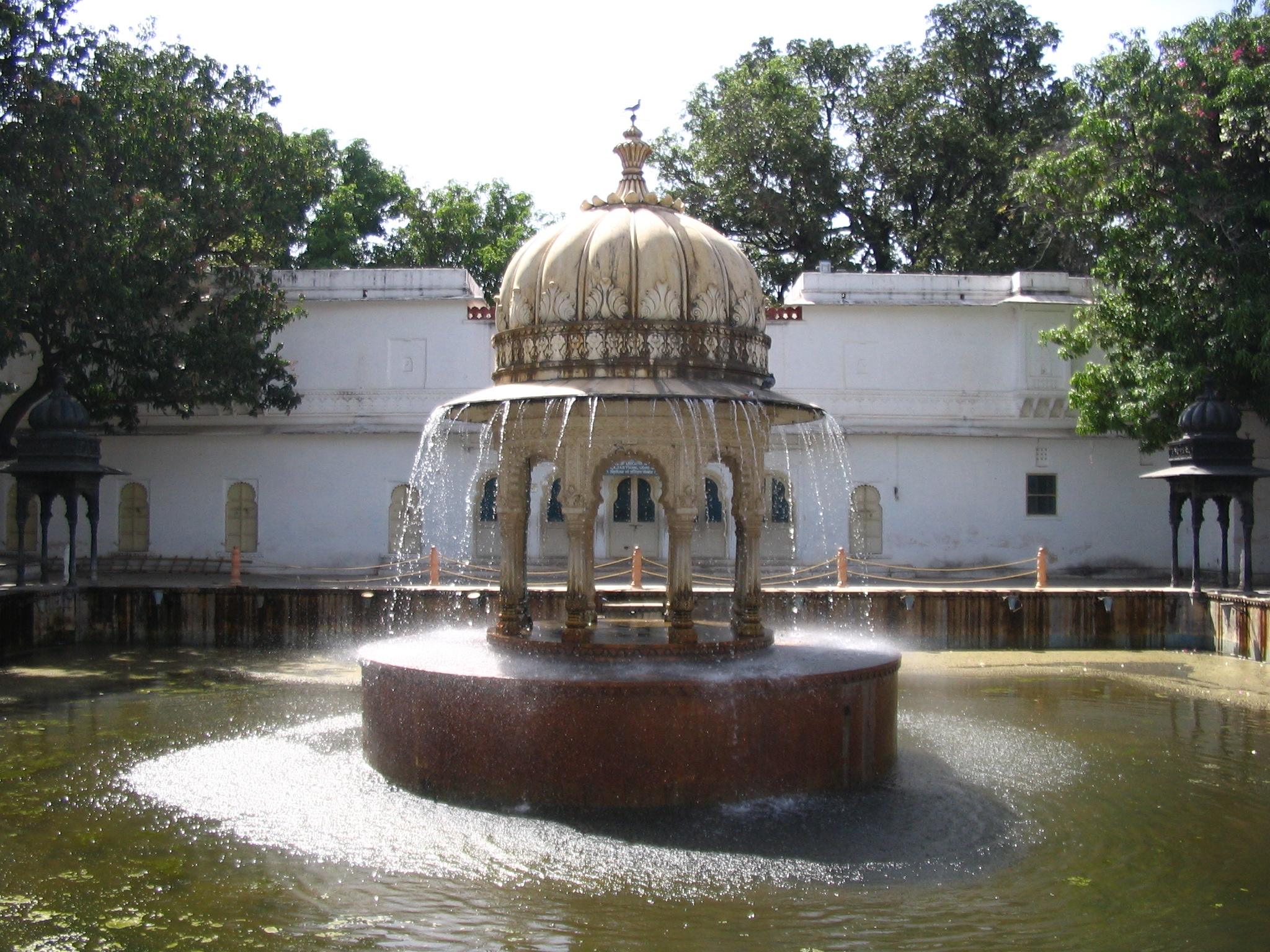
Chhatri-fuente en Udaipur
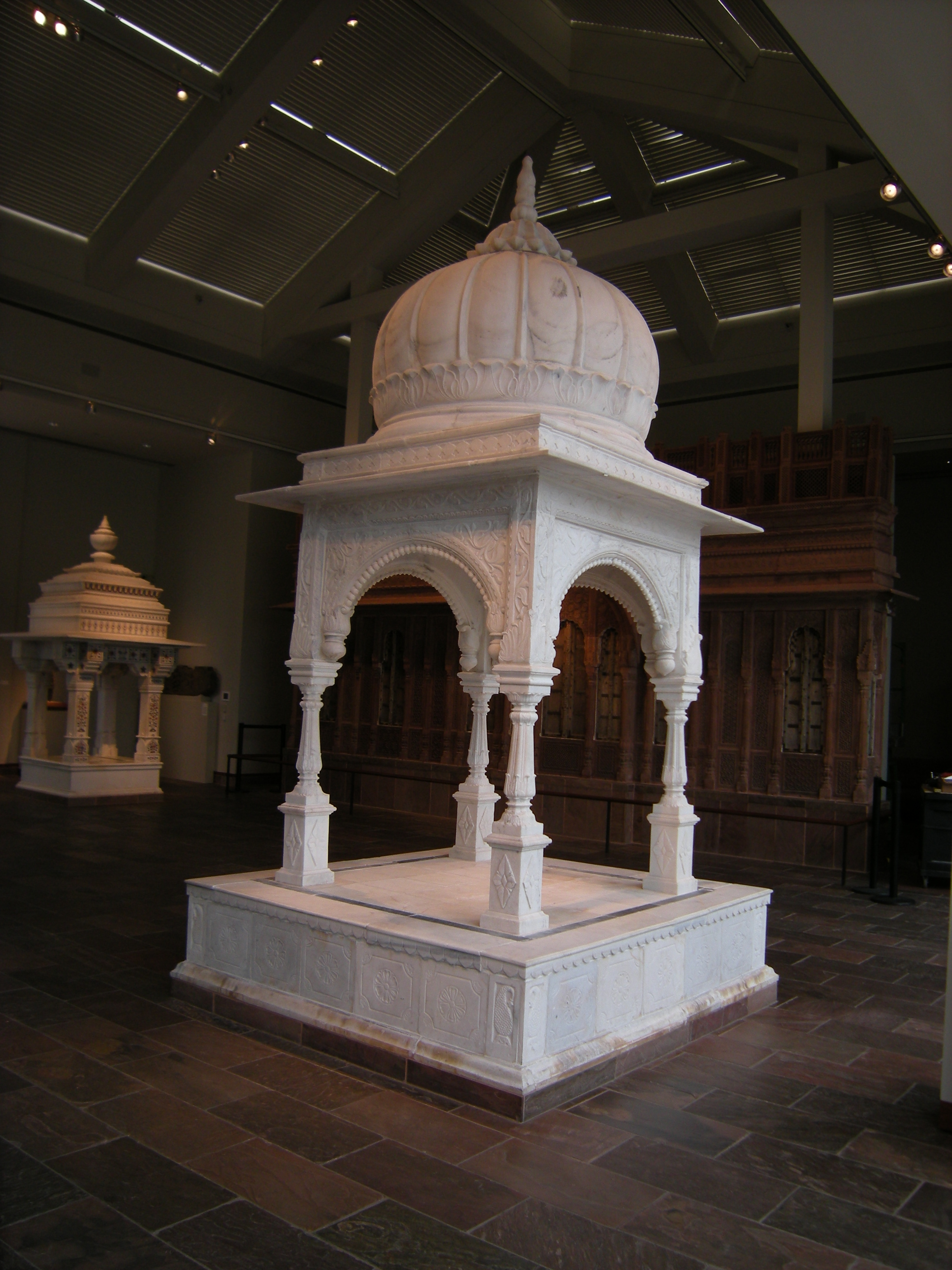
Chhatri en la Crow Collection de arte asiático en Dallas

## En Rajastán

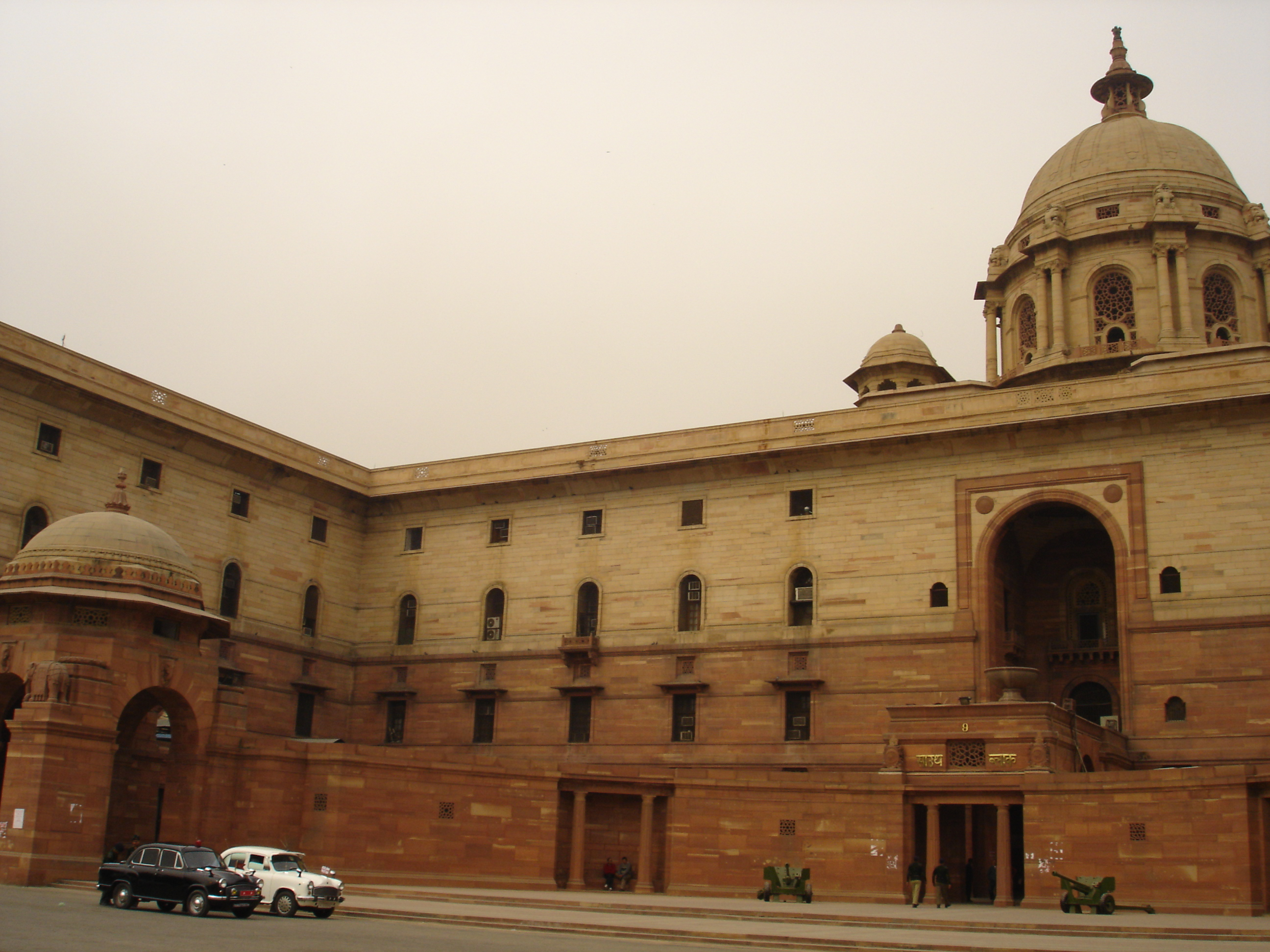
Chuttri de Rashtrapati Bhavan

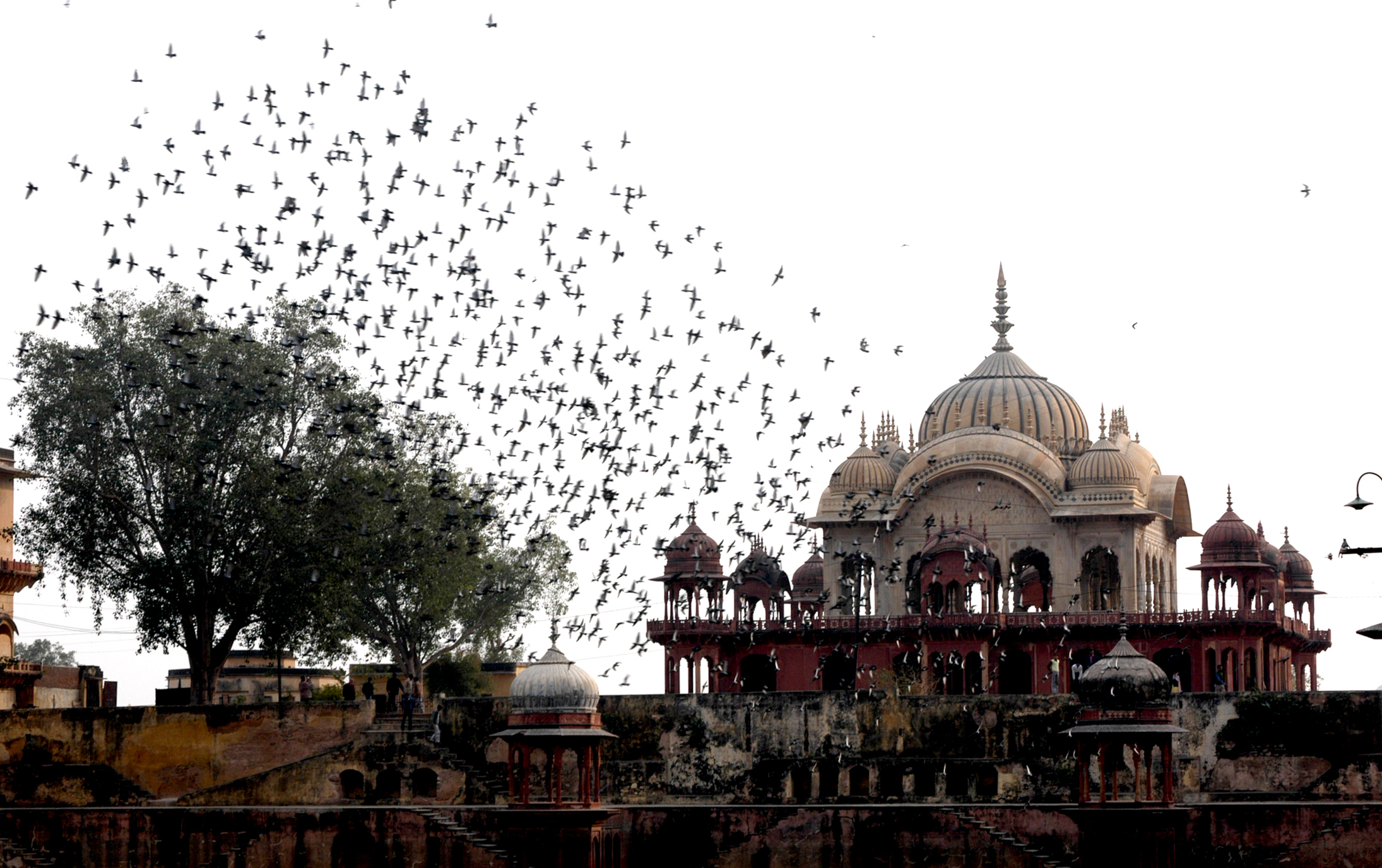
Chhatri Moosi Rani Ki, en Alwar

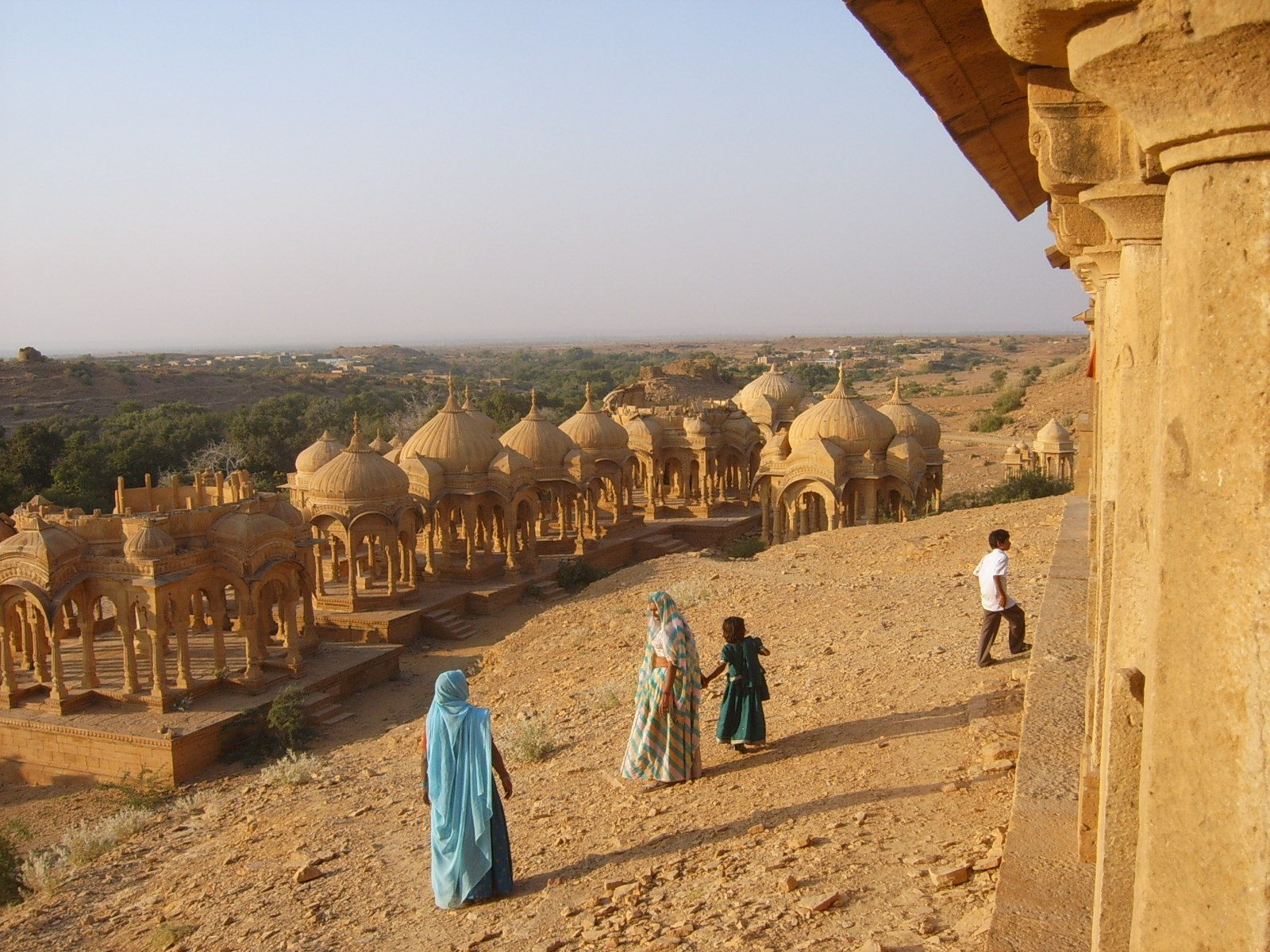
Los chhatris de los cenotafios de Jaisalmer

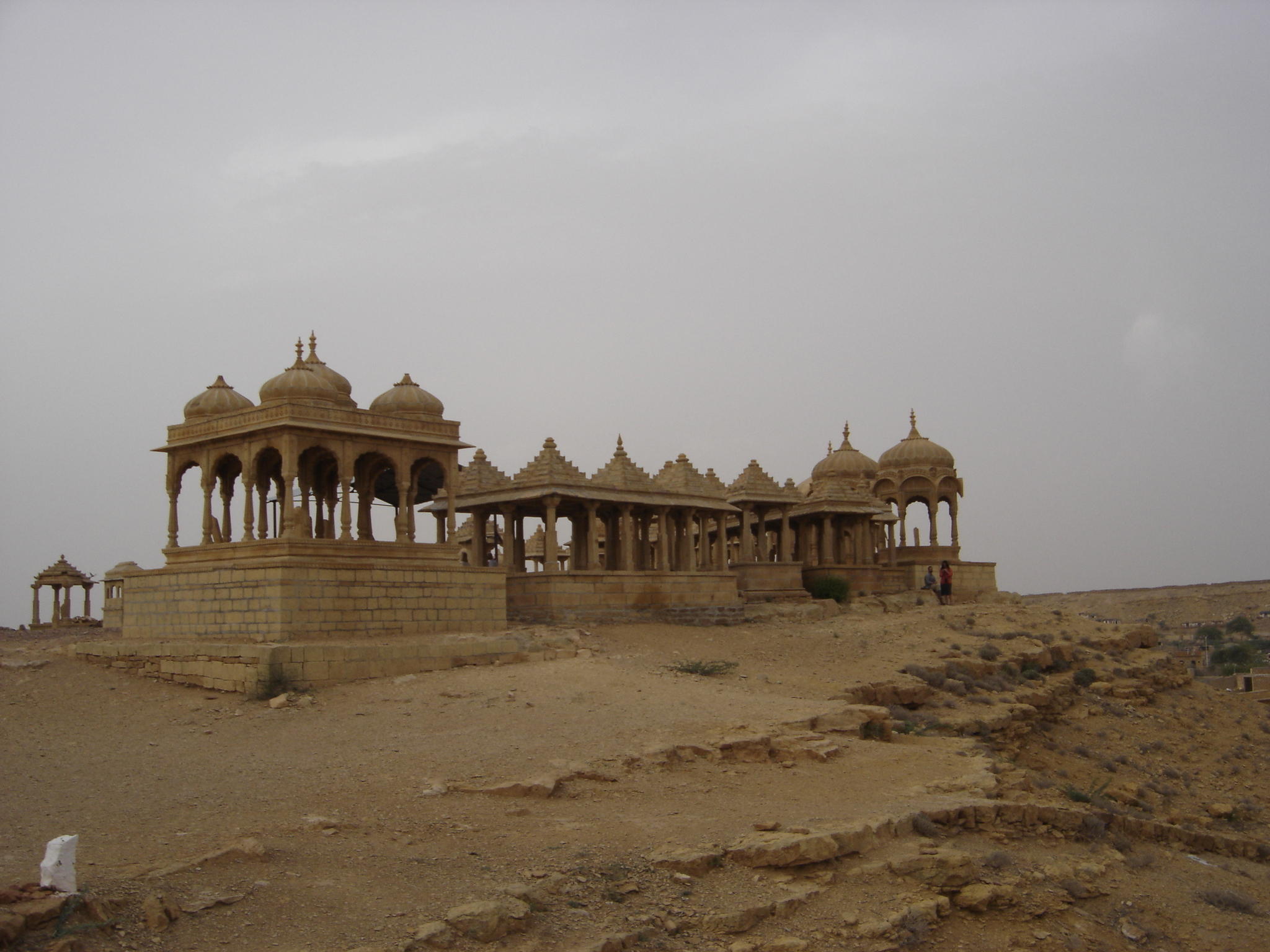
Los chhatris de los lugares de cremación de Jaisalmer

En la región  Shekhawati de Rajastán, los chhatris se construyen en los sitios de cremación de individuos ricos o distinguidos: pueden consistir desde una simple edificación de una cúpula soportada por cuatro pilares hasta un complejo edificio que tiene muchas cúpulas y un sótano con varias habitaciones. En algunos lugares, el interior de las chhatris está pintado de la misma manera que las Havelis (mansiones) de la región. Los chhatris más conocidos de Shekhawati se encuentran en las siguientes ciudades y localidades:
- Ramgarh: chhatri de Ram Gopal Poddar.
- Bissau: chhatri  Raj ki de los Thakuros de Shekhawat.
- Parsurampura : chhatri de Thakur Sardul Singh Shekhawat.
- Kirori: chhatri del raja Todarmal (gobernante de Udaipurwati)
- Jhunjhunu: chhatris de gobernantes Shekhawat.
- Dundlod: bello chhatri de Ram Dutt Goenka.
- Mukungarh: chhatri de Shivdutta Ganeriwala.
- Churu: chhatri de Taknet.
- Mahansar: chhatri de Sahaj Ram Poddar.
- Udaipurwati: chhatri de Joki Das Shah ki.
- Fatehpur: chhatri de Jagan Nath Singhania.

Existen muchos otros chhatris en otras partes de Rajastán:
- Jaipur - cenotafios Gaitore de los marajás de Jaipur. Situados en un estrecho valle, los cenotafios de los antiguos gobernantes de Jaipur consisten en los chhatris típicos o monumentos en forma de sombrilla. El Chhatri de Sawai Jai Singh II es particularmente notable debido a las tallas que se han utilizado para embellecerlo.
- Jodhpur - White marble Chhatri del Maharaja Jaswant Singh II en mármol blanco .
- Bharatpur- los cenotafios de los miembros de la familia real Jat de Bharatpur, que perecieron luchando contra los británicos en 1825, se erigieron en la ciudad de  Govardhan. El chhatri del maharajá Suraj Mal de Bharatpur tiene finos frescos que iluminan la vida de Surajmal, representando vívidamente escenas darbar y  de caza, procesiones reales y guerras.
- Udaipur- Flanqueado por una hilera de enormes elefantes de piedra, la isla del lago Pichola tiene un chhatri impresionante tallado de piedra azul gris, construido por Maharana Jagat Singh.
- Haldighati - se encuentra aquí un hermoso chhatri con columnas de mármol blanco, dedicado a  Rana Pratap. El cenotafio dedicado a  Chetak, el famoso caballo de Rana Pratap, también es digno de mención.
- Alwar - el chhatri Moosi Maharani ki es  una hermosa edificación de piedra arenisca roja y cenotafio de mármol blanco de los gobernantes de Alwar.
- Bundi - los cchatris de Suraj, Mordi Ki, Chaurasi Khambon ki y Nath Ji ki se encuentran aquí. Rani Shyam Kumari, esposa del rajá Chhatrasal, construyó en la colina norte  el cchatri Suraj y Mayuri, tla segunda esposa de Chhatrasal, en la colina sur erigió el cchatri Mordi Ki.
- Jaisalmer - Bada Bagh, un complejo con chhatris de  Jai Singh II (fall. 1743) y maharajáes posteriores de Jaisalmer.
- Bikaner - Devi Kund, cerca de Bikaner, es el lugar de los crematorios reales con un buen número de cenotafios. El chhatri del maharajá Surat Singh es el más imponente, con espectaculares pinturas rajput en los techos.
- Ramgarh - Chhatri de Seth Ram Gopal Poddar.
- Nagaur - Chhatri Nath Ji ki y chhatri Amar Singh Rathore-ki.

## En Madhya Pradesh

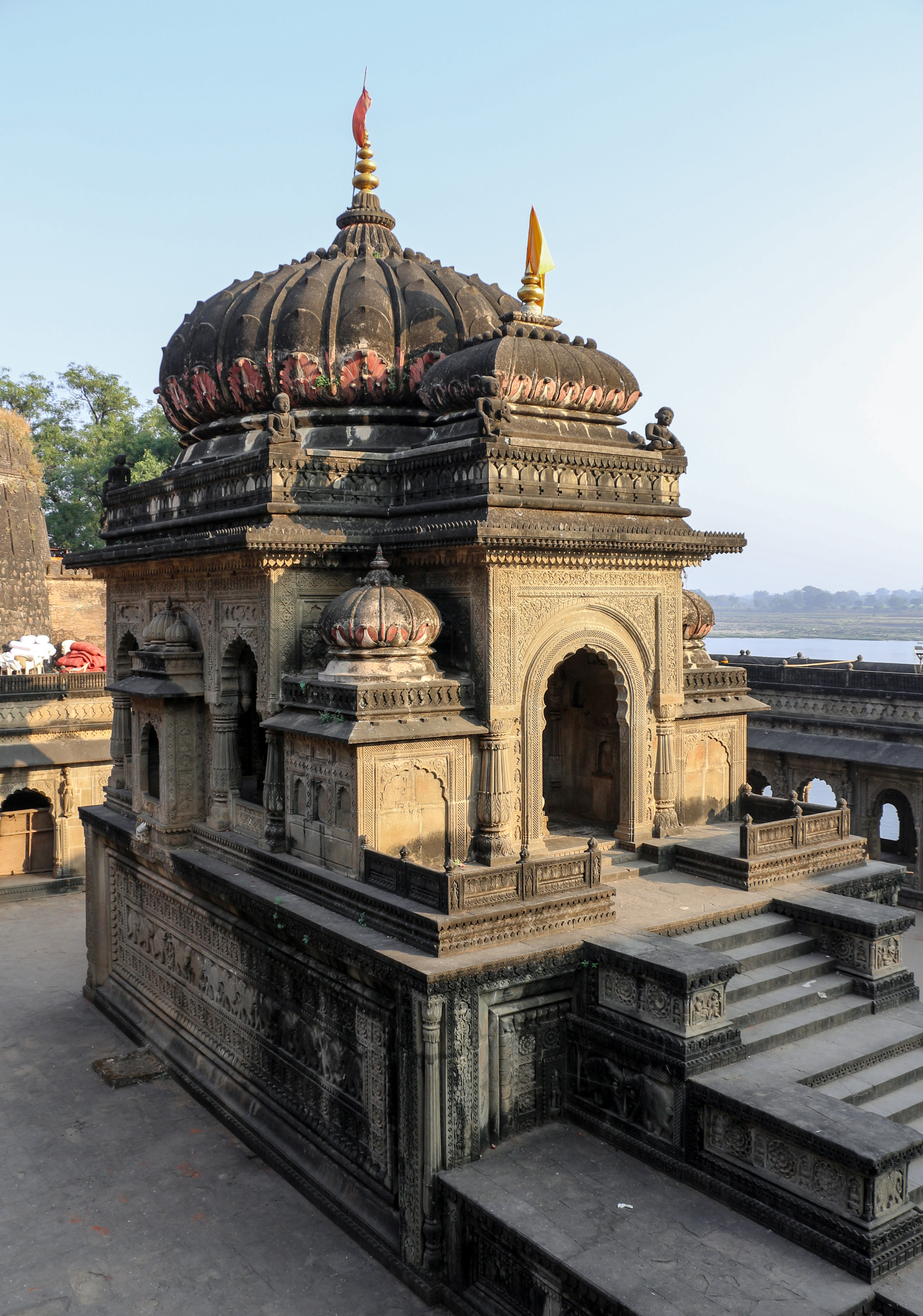
Chhatri de Vithoji en Maheshwar.

El estado de Madhya Pradesh tiene varios chhatris notables de sus famosos gobernantes Maratha:
- Shujalpur: tumba de Ranoji Scindia, fundador de la dinastía Scindia. Situado en Ranoganj, en la carretera Shujalpur a Akodia.
- Shivpuri: chhatris de mármol intrincadamente embellecidos erigidas por los gobernantes Scindia en Shivpuri.
- Gwalior: chhatri Shrimati Balabai Maharaj Ladojirao Shitole.
- Gwalior: chhatris de Rajrajendra Ramchandrarao Narsingh Shitole y su mujer Gunwantyaraje Ramchandrarao Shitole (princesa de Gwalior)
- Orchha: elaborados chhatris de  reyes hindúes locales no son atracciones turísticas populares.
- Gohad: los gobernantes Jat de Gohad construyeron el chhatri de Maharaja Bhim Singh Rana en el fuerte de Gwalior.
- Indore y Maheshwar: chhatris de gobernantes Holkar.
- Alampur - Maharani Ahilya Bai Holkar construyó el chhatri de Malhar Rao Holkar en Alampur en el distrito Bhind en  1766.

Chhatris en Indore
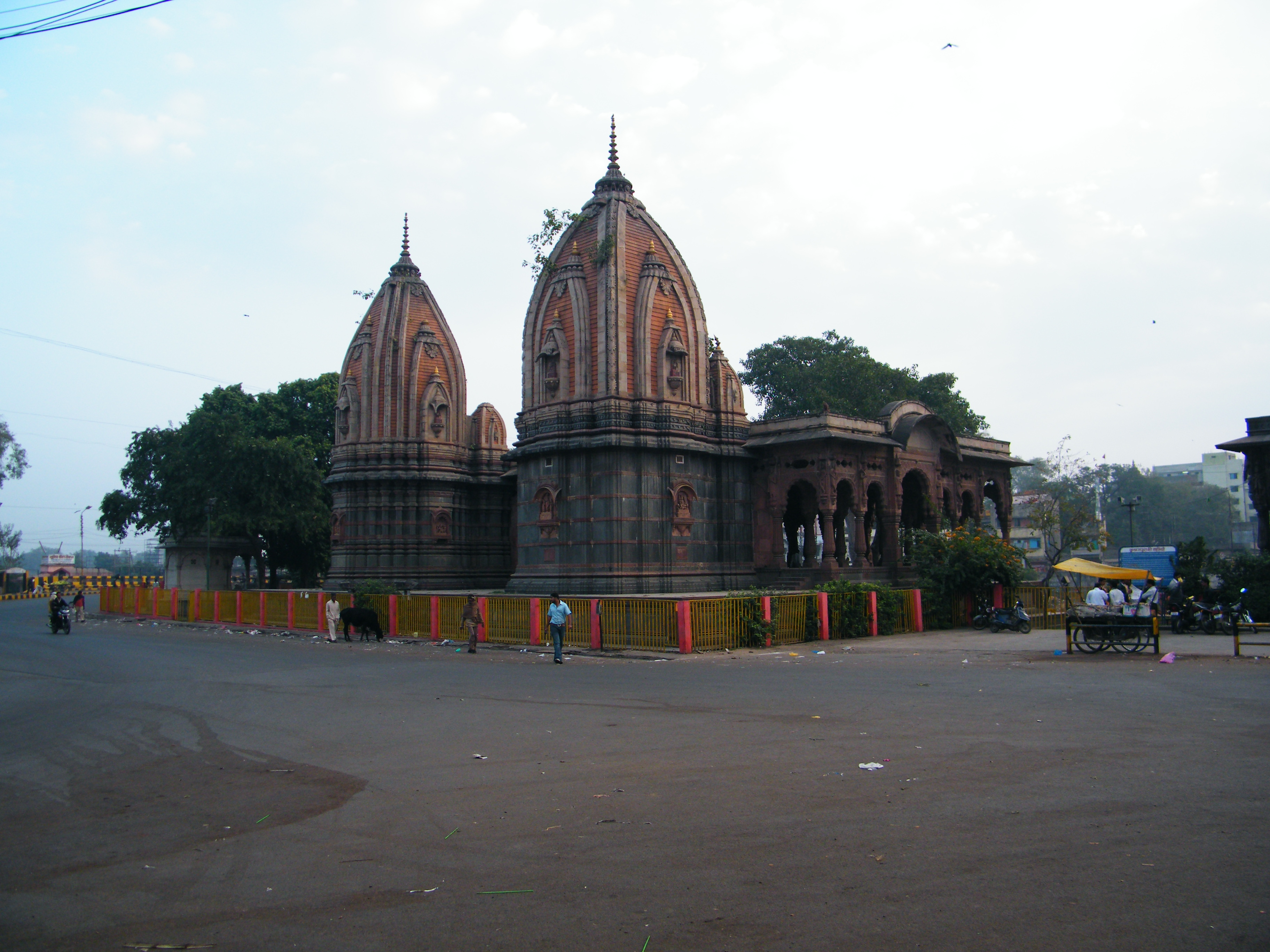
Chhatri Krishnapura, Indore
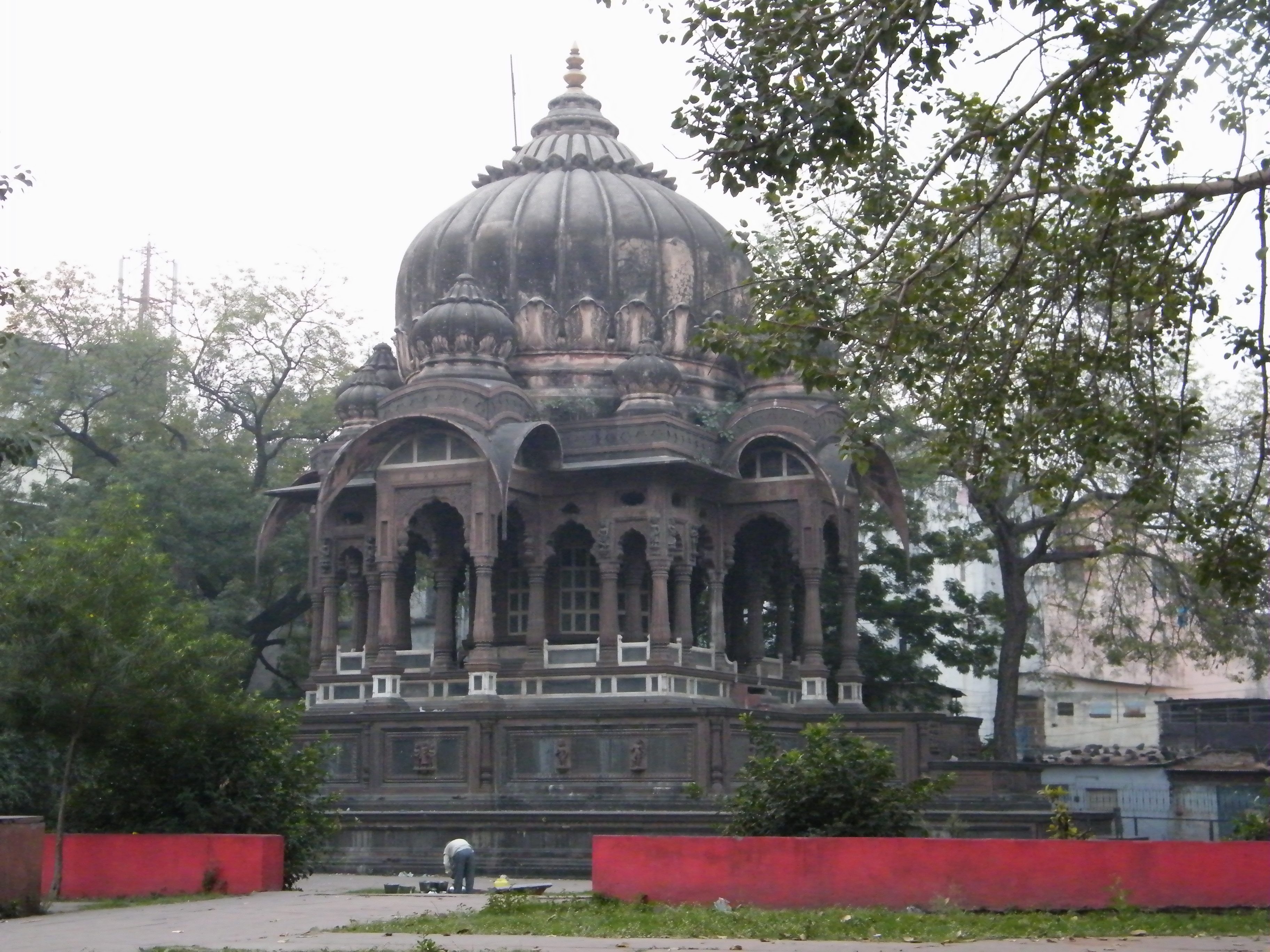
Chhatri Bolia Maharaj Ki, Indore
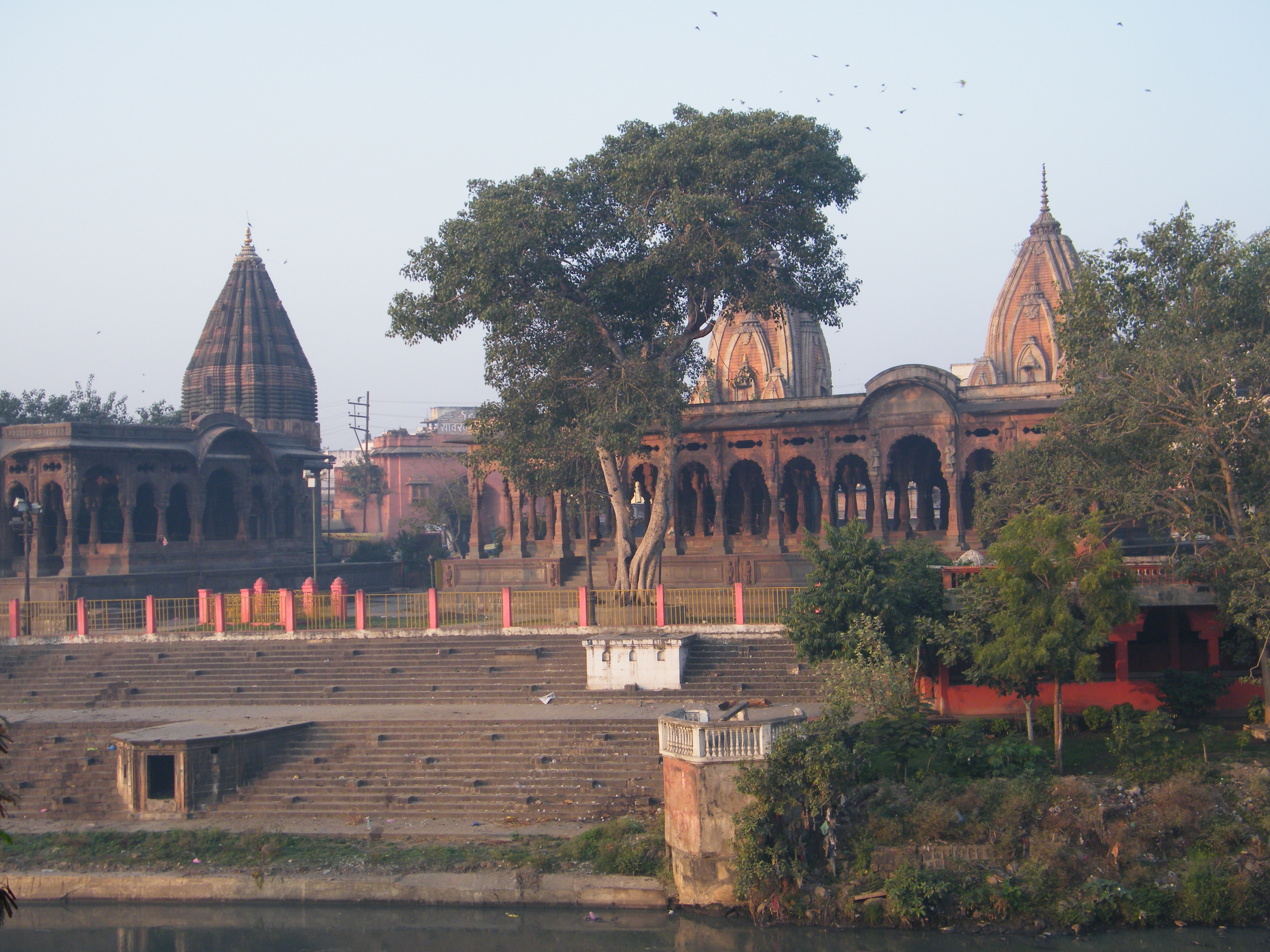
Chhatri Krishnapura, Indore
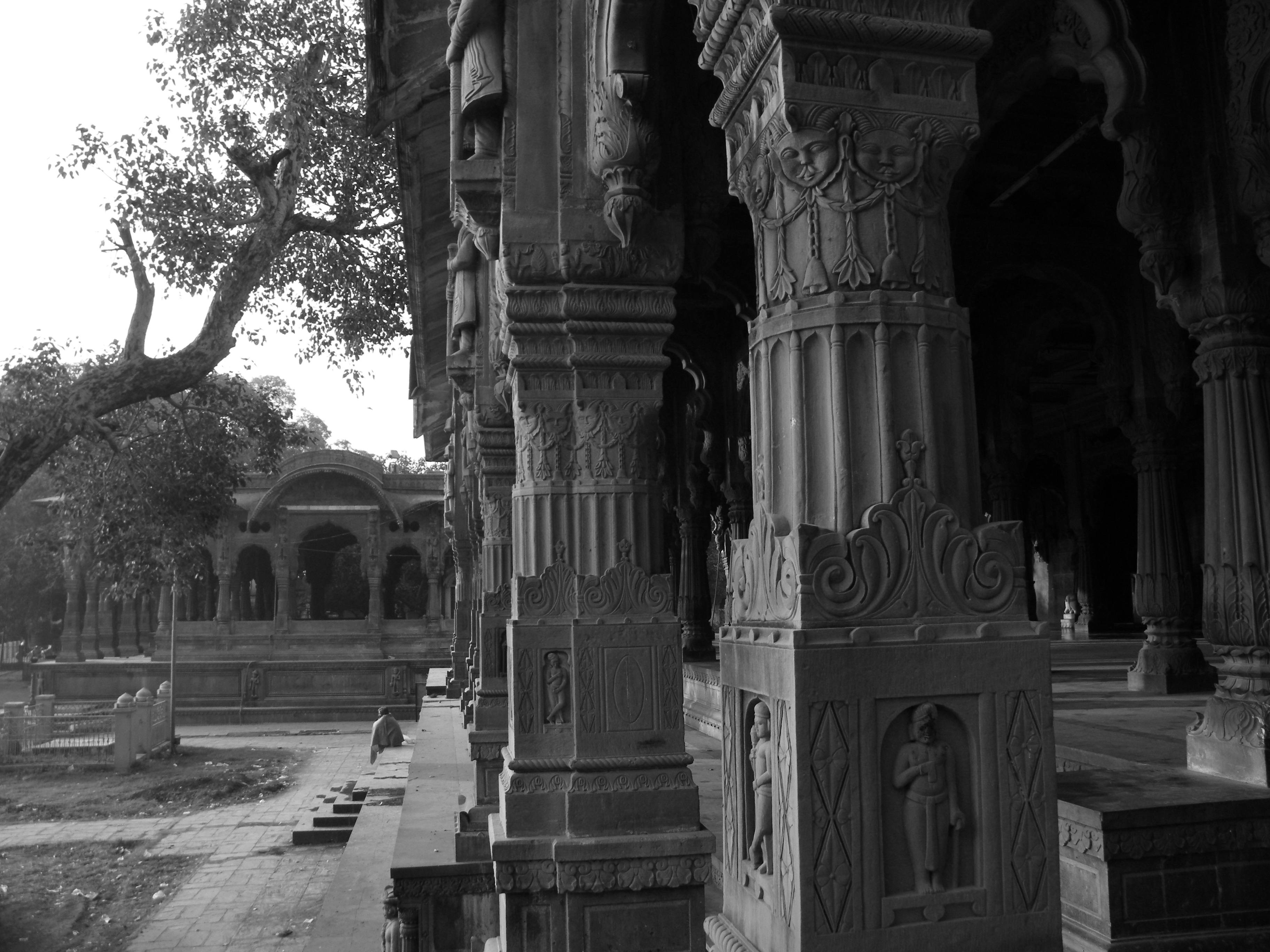
Vista del interior del chhatri Krishnapur, Indore

## En Kutch

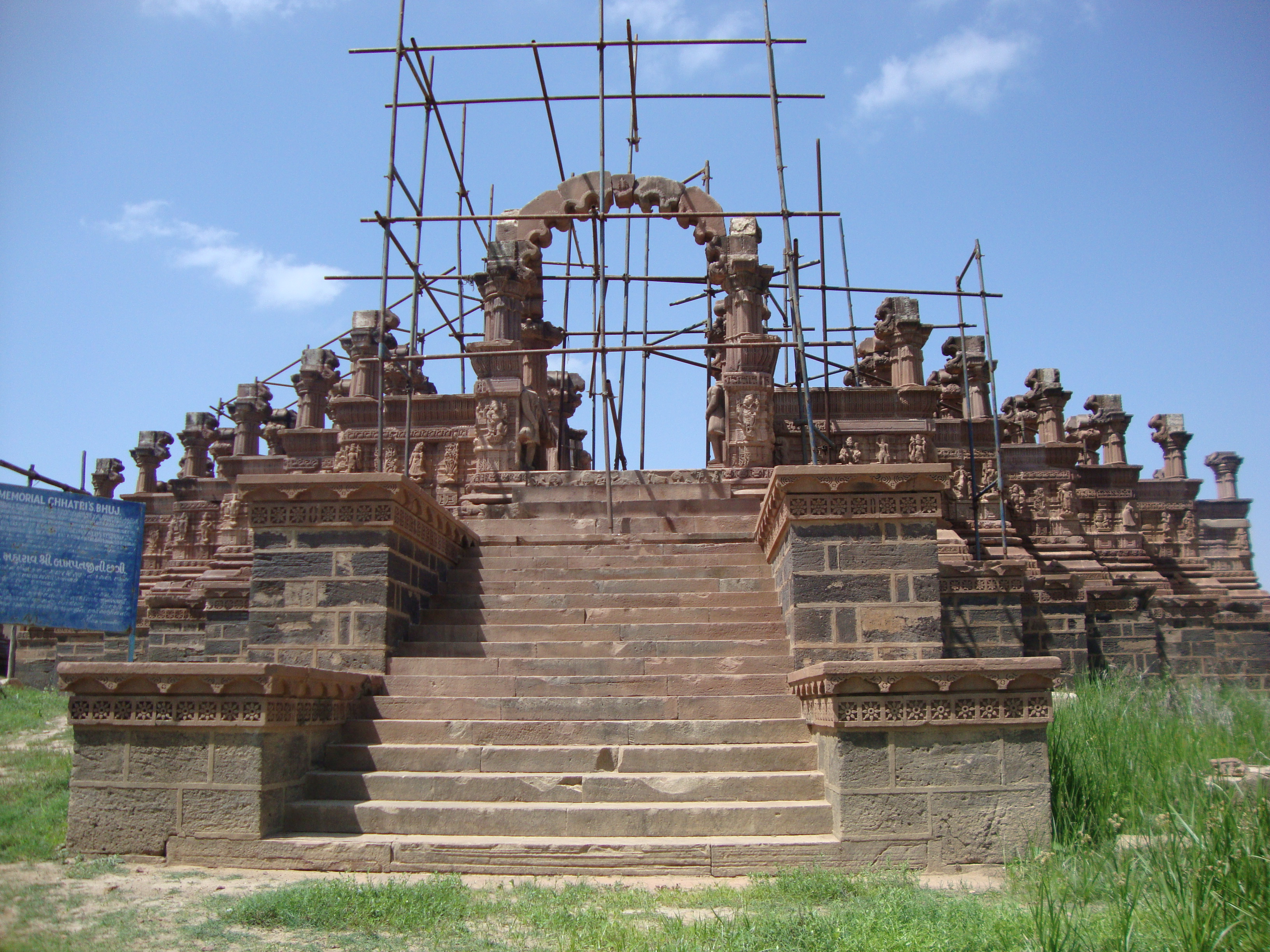
Rao Lakhaji Chhatri Bhuj

También se puede encontrar chhatris en las afueras de la ciudad de Bhuj, principalmente pertenecientes a los gobernantes Jadeja de Kutch. El chhatri de Rao Lakhpatji es muy famoso por sus intrincados diseños. La mayor parte de ellos, fueron destruidos en el terremoto del 26 de enero de 2000. Se están realizando trabajos de restauración.

## Fuera de India

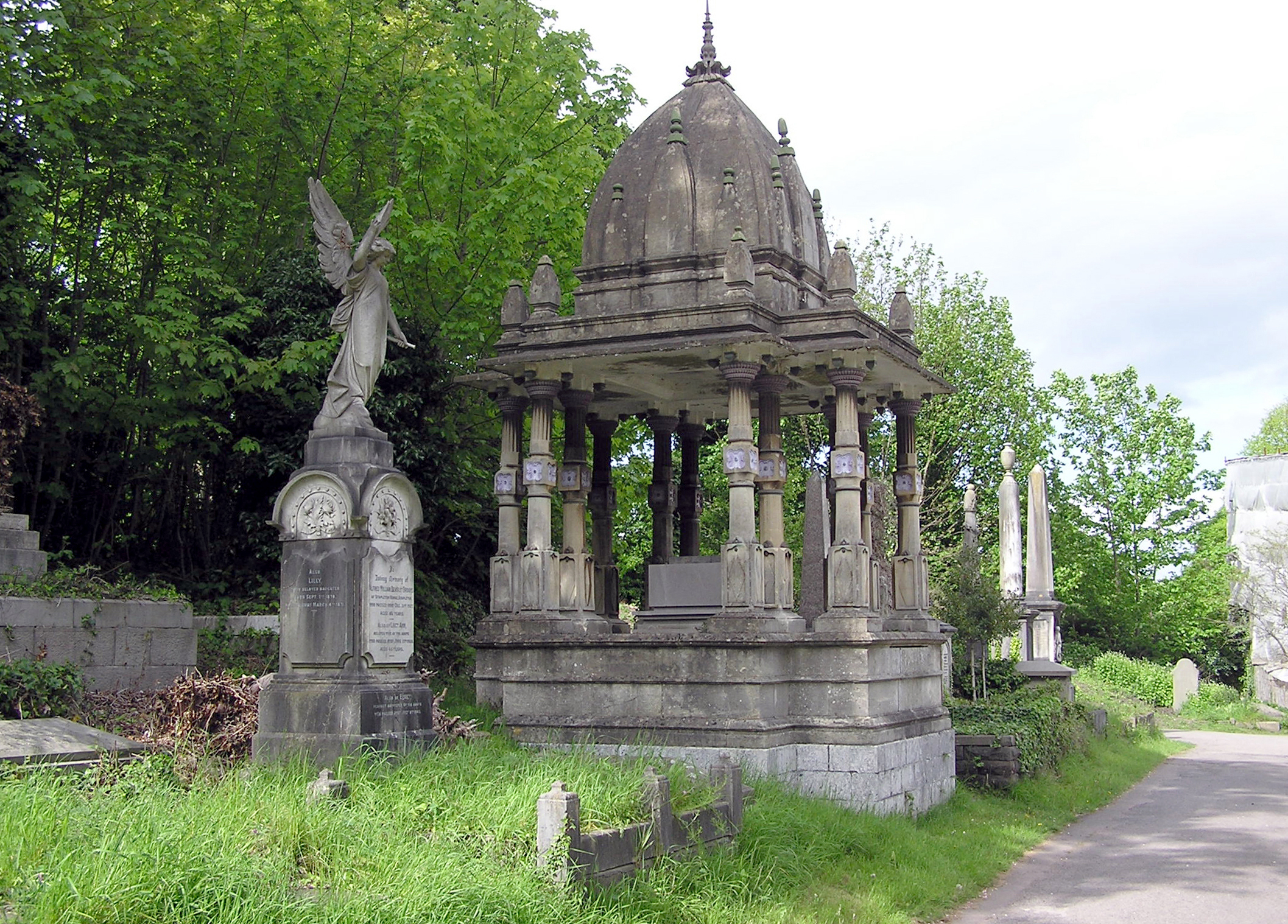
Chhatri de Ram Mohan Roy en el cementerio de Arnos Vale, Bristol, Inglaterra

Hay dos chhatris notables en el Reino Unido, un país con fuertes vínculos históricos con la India. Uno de ellos es un cenotafio en Brighton, dedicado a los soldados indios que murieron en la Primera Guerra Mundial. El otro está en el cementerio de Arnos Vale,  cerca de Bristol, y es un monumento que distingue al reformador de la India Ram Mohan Roy,  que murió en la ciudad.